# Westfield Carré Sénart (centre commercial)
Pour les articles homonymes, voir Sénart (homonymie).
Le centre commercial Westfield Carré Sénart est un centre de commerces et de loisirs du sud-est francilien situé dans la zone d'activités de Carré Sénart, sur les territoires des communes de Lieusaint en Seine-et-Marne et de Saint-Pierre-du-Perray en Essonne. Il est le premier centre commercial en France à obtenir le label « Quatre étoiles » en mars 2012. 
Le site se divise en deux ensembles immobiliers : le centre commercial « historique », ouvert en août 2002, d'une superficie de 116 000 m2 conçu par l'architecte Jean-Paul Viguier, et le Shopping Parc, un parc d'activité commerciale nouvelle génération en plein air ; à cela s'ajoutent des parcs de loisirs indoor (Hall U Need, Gulli Parc et Koezio notamment), des restaurants extérieurs et un poney-club.
En 2022, Unibail trouve un accord pour la vente de 45% des parts à la société générale et la BNP.

## Centre commercial

### Enseignes

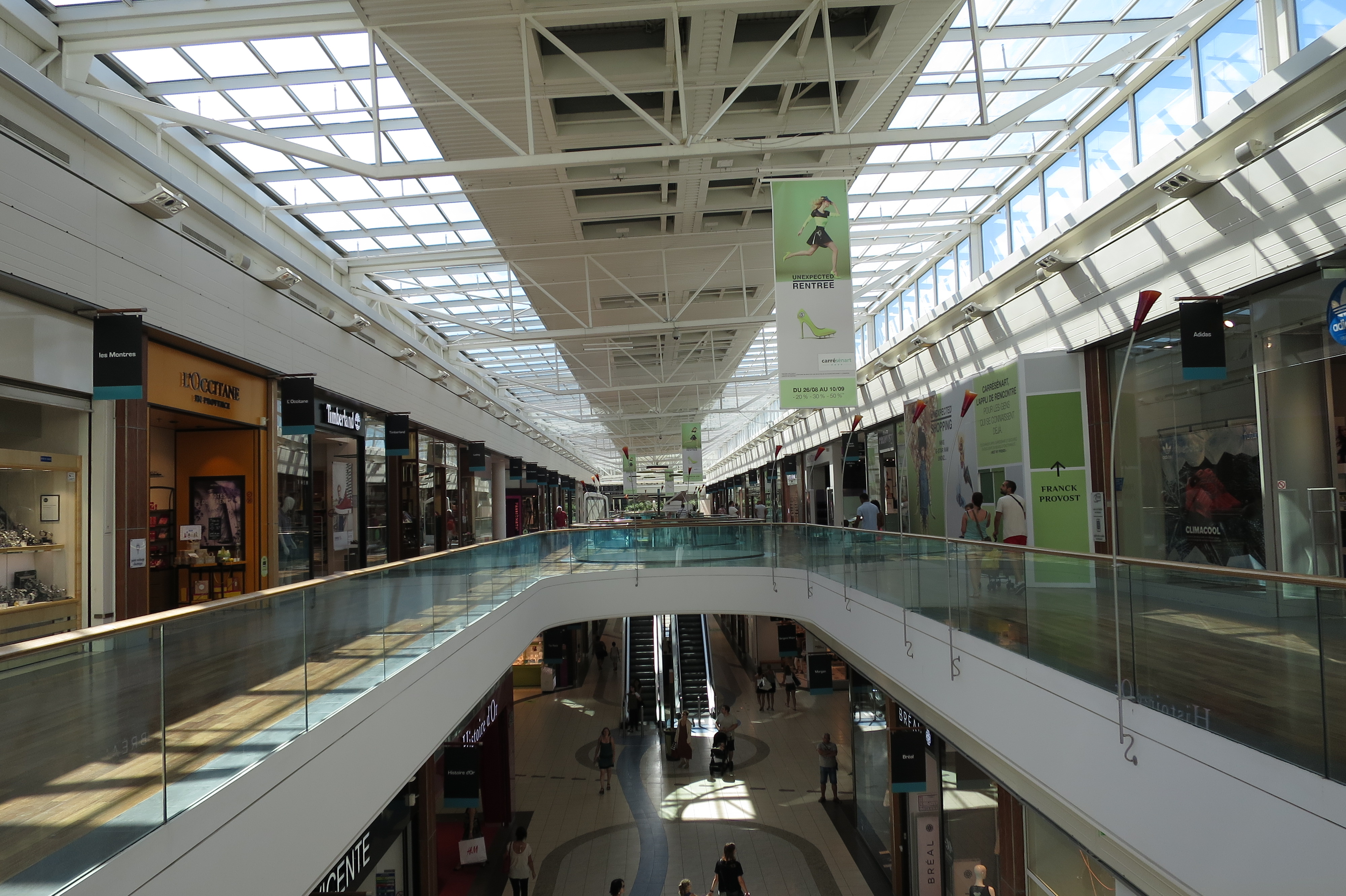
Galerie marchande intérieure.

Accès aux restaurants et au cinéma.

Le centre commercial est géré par Espace Expansion, filiale du groupe Unibail-Rodamco.
Carré Sénart comprend un hypermarché Carrefour et 230 boutiques, des moyennes surfaces, des restaurants, un cinéma multiplexe de seize salles devenu le cinquième cinéma Pathé de France en nombre de visiteurs avec 1,5 million d'entrées enregistrées en 2018.
En 2011, Hollister ouvre dans le centre sa première boutique en France sur 800 m2.

### 2015-2017: Extension

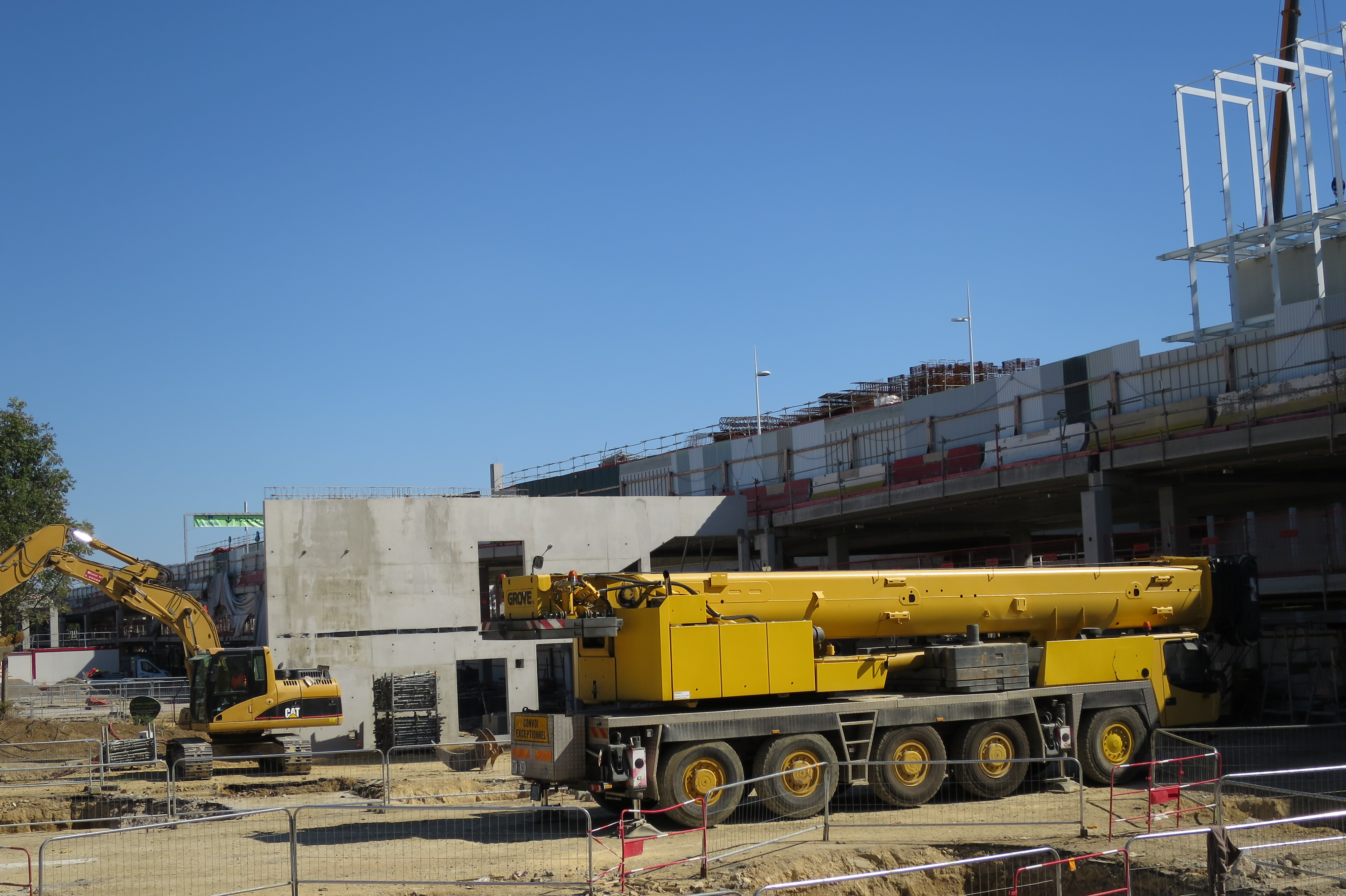
Travaux d'agrandissement du centre commercial en août 2016.

En avril 2015, le propriétaire Unibail-Rodamco, présente le projet d'extension du centre commercial fondateur. Ce projet est destiné à renforcer l'attractivité du centre et son identité au sein du territoire avec, :
- l'agrandissement des parkings et l'ajout d'un niveau intermédiaire de places entre les niveaux 0 et 1, ainsi que la généralisation du système de guidage à la place sur tout le parc de stationnement, ce qui rajoute 1 000 places de parking supplémentaires ;

- l'ajout de 30 500 m2 de surfaces commerciales sur une zone occupée par des places de parking, soit 65 nouvelles enseignes dont 6 000 m2 pour le grand magasin Galeries Lafayette qui a quitté le centre commercial d’Évry 2 et la création d'une zone de restauration près des cinémas (ajout de quatorze établissements de restaurations) ;

- la construction d'une façade de verre de 21 mètres de haut et 104 mètres de long et la rénovation de l'ensemble de la galerie marchande.

L'investissement est de l'ordre de 230 millions d'euros et les travaux ont débuté au début de l'année 2015 pour se terminer à l'automne 2017. Unibail-Rodamco espère ainsi atteindre les 18 millions de visiteurs à l'horizon 2020.

### Fréquentation
En 2013, Carré Sénart est le dixième centre commercial le plus visité de France avec 14,7 millions de visiteurs.
| Années | Visiteurs (en millions) |
| ------ | ----------------------- |
| 2003   | 11                      |
| 2006   | 13,5                    |
| 2013   | 14,7                    |
| 2014   | 14,8                    |
| 2015   | 14,5                    |
| 2018   | 15,5                    |

## Shopping Parc
Le retail-park est créé en 2007 sur 16 000 m2 comprenant 18 boutiques auxquels s'ajoutent 13 500 m2 et 10 enseignes en 2012.

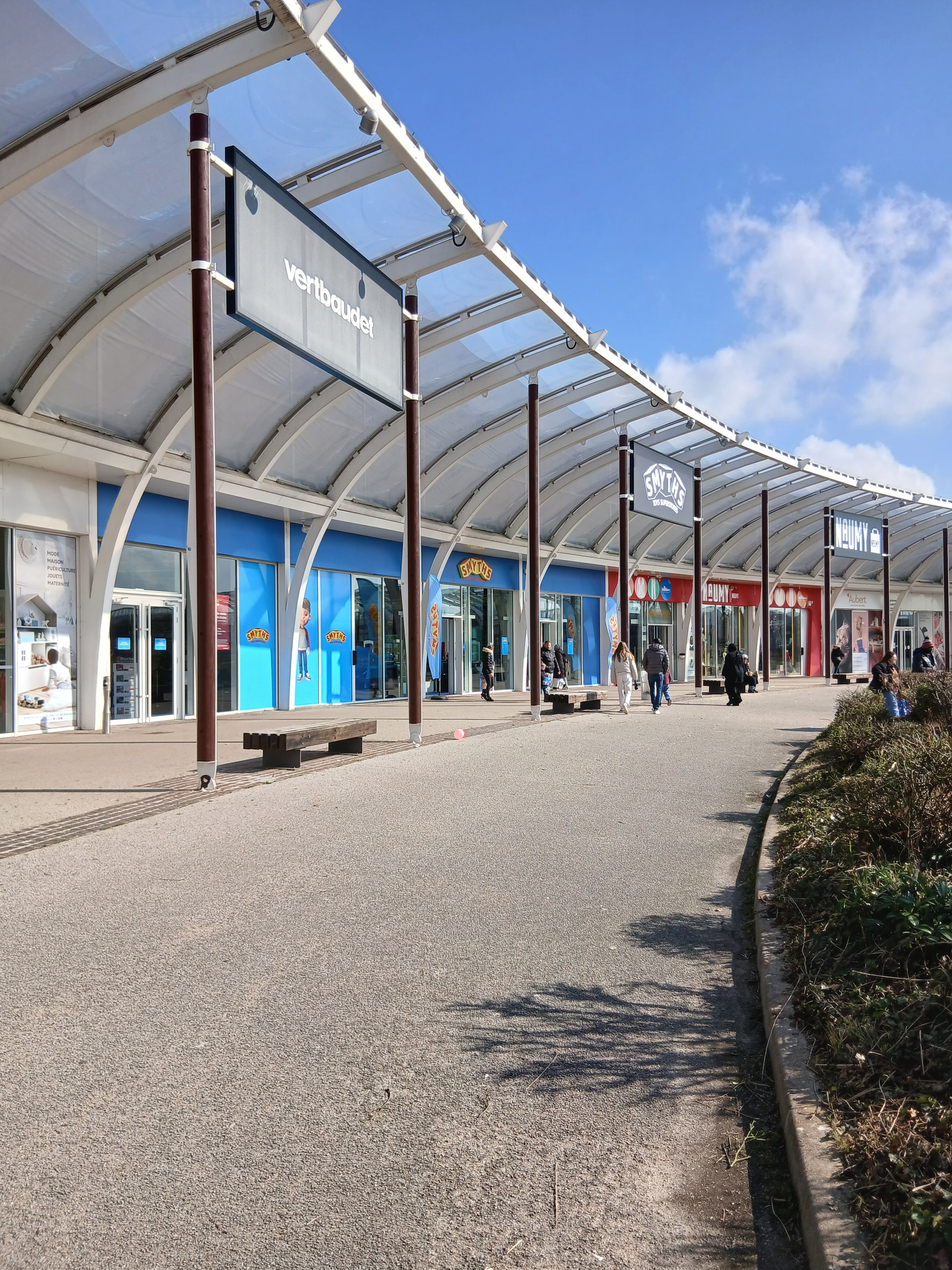
Shopping parc en 2025

## Situation et accès
Son emblématique « totem », visible depuis l'autoroute, est une éolienne de 132 kW et 36 m dont la production électrique est revendue à EDF[réf. nécessaire]. 

### Accès routiers
L'autoroute A5a (sorties nos 10a, 10b et 10c) « Centre commercial régional ») et la RN 104 (sortie  no 27) donnent accès au centre commercial.

### Transports en commun
Des lignes de transports en commun routiers ont un arrêt au Carré Sénart, dont notamment quatre lignes du réseau de bus de Sénart :
- La ligne Tzen 1 depuis la gare de Lieusaint - Moissy ou la gare de Corbeil-Essonnes. Arrêts : Carré Canal, Carré Trait d'Union, Carré des Arts et Carré - Allée Royale ;
- La ligne 3702 (ex-Citalien) ;
- La ligne 3705 depuis la gare de Cesson (via le centre ville de Savigny-le-Temple)
- La ligne 7715 depuis les gares d'Évry-Centre, de Lieusaint - Moissy et à certaines heures la gare de Savigny-le-Temple - Nandy